# Namsskogan
Namsskogan este o comună din provincia Nord-Trøndelag, Norvegia.